# Lijst van gemeentelijke monumenten in Bunschoten
De gemeente Bunschoten telt 62 gemeentelijke monumenten, hieronder een overzicht.  
De gemeente is van plan om rond de 95 gemeentelijke monumenten aan te wijzen.
| Object                                               | Bouwjaar                                       | Architect                         | Locatie                     | Coördinaten                   | Nr.        | Afbeelding                                           |
| ---------------------------------------------------- | ---------------------------------------------- | --------------------------------- | --------------------------- | ----------------------------- | ---------- | ---------------------------------------------------- |
| het waterschapshuis met de wagenloods                | 1951                                           | A. Brouwer                        | Amersfoortseweg 32-34       |                               | 0313/      | het waterschapshuis met de wagenloods                |
| trafohuisje 2368                                     |                                                |                                   | Bikkersweg 2b               |                               | 0313/      | trafohuisje 2368                                     |
| boerderij met kapberg                                |                                                |                                   | Bisschopsweg 1              |                               | 0313/      | boerderij met kapberg                                |
| Herenhuis, voormalige dokterswoning                  | 1873                                           | W. van Hazelen                    | Dorpsstraat 5               | 52° 14' 33" NB, 5° 22' 29" OL | 0313/WN001 | Herenhuis, voormalige dokterswoning                  |
| de hallenhuisboerderij met schuur en zomerhuis       |                                                |                                   | Dorpsstraat 11              |                               | 0313/      | de hallenhuisboerderij met schuur en zomerhuis       |
| pastorie                                             | 1935                                           | P.F. Koops                        | Dorpsstraat 17              |                               | 0313/      | pastorie                                             |
| Dwarshuisboerderij                                   | 1891                                           | G. Beekhuis Azn en H. Dekkers Azn | Dorpsstraat 32              | 52° 14' 31" NB, 5° 22' 27" OL | 0313/WN002 | Dwarshuisboerderij                                   |
| Boerderij De Bourgondische Lelie                     | 1839                                           |                                   | Dorpsstraat 64              | 52° 14' 28" NB, 5° 22' 25" OL | 0313/WN003 | Boerderij De Bourgondische Lelie                     |
| langhuisboerderij                                    |                                                |                                   | Dorpsstraat 75              |                               | 0313/      | langhuisboerderij                                    |
| burgemeesterswoning                                  |                                                |                                   | Dorpsstraat 90              |                               | 0313/      | burgemeesterswoning                                  |
| raadhuis met voorerf                                 |                                                |                                   | Dorpsstraat 92              |                               | 0313/      | raadhuis met voorerf                                 |
| dwarshuisboerderij                                   |                                                |                                   | Dorpsstraat 103-105         |                               | 0313/      | dwarshuisboerderij                                   |
| hooiberg                                             |                                                |                                   | Dorpsstraat 109a            |                               | 0313/      | hooiberg                                             |
| hooiberg                                             |                                                |                                   | Dorpsstraat 117             |                               | 0313/      | hooiberg                                             |
| dwarshuisboerderij met aangebouwde schuur en voorerf |                                                |                                   | Dorpsstraat 127-129         |                               | 0313/      | dwarshuisboerderij met aangebouwde schuur en voorerf |
| langhuisboerderij met zomerhuis                      |                                                |                                   | Dorpsstraat 128             |                               | 0313/      | langhuisboerderij met zomerhuis                      |
| villa met aanbouw en tuinmuur                        |                                                |                                   | Dorpsstraat 135             |                               | 0313/      | villa met aanbouw en tuinmuur                        |
| Boerderij, stal en hek                               | ca. Deels 17e/18e-eeuws, deels begin 19e eeuw. |                                   | Dorpsstraat 143             | 52° 14' 14" NB, 5° 22' 23" OL | 0313/WN004 | Boerderij, stal en hek                               |
| langhuisboerderij met schuur                         |                                                |                                   | Dorpsstraat 147             |                               | 0313/      | langhuisboerderij met schuur                         |
| Dwarshuisboerderij met hek                           | 1919                                           | Herman Onvlee                     | Dorpsstraat 148             | 52° 14' 15" NB, 5° 22' 23" OL | 0313/WN007 | Dwarshuisboerderij met hek                           |
| Wachthuisje pont Eemdijk                             |                                                |                                   | Eemdijk - Vaartweg          |                               | 0313/      | Wachthuisje pont Eemdijk                             |
| hooiberg                                             |                                                |                                   | Eemdijk 44                  |                               | 0313/      | hooiberg                                             |
| woonhuis                                             | 1868                                           |                                   | Eemdijk 114                 |                               | 0313/      | woonhuis                                             |
| transformatorhuis 1038                               |                                                |                                   | Eemdijk 131a                |                               | 0313/      | transformatorhuis 1038                               |
| Voormalige werkplaats scheepstimmerman, thans woning | 1921                                           |                                   | Havendijk 12                | 52° 15' 18" NB, 5° 22' 52" OL | 0313/WN005 | Voormalige werkplaats scheepstimmerman, thans woning |
| twee voormalige woonhuizen                           |                                                |                                   | Havenstraat 16-18           |                               | 0313/      | twee voormalige woonhuizen                           |
| Woning                                               |                                                |                                   | Havenstraat 20              |                               | 0313/      | Woning                                               |
| voormalige visserswoningen                           |                                                |                                   | Havenstraat 22-24           |                               | 0313/      | voormalige visserswoningen                           |
| Woning                                               |                                                |                                   | Hoekstraat 3                |                               | 0313/      | Woning                                               |
| Woning                                               |                                                |                                   | Hoekstraat 20-22            |                               | 0313/      | Woning                                               |
| kerk Christelijke Afgescheiden Gemeente              |                                                |                                   | Kerkstraat 7                |                               | 0313/      | kerk Christelijke Afgescheiden Gemeente              |
| Noorderkerk                                          |                                                |                                   | Kerkstraat 20               |                               | 0313/      | Noorderkerk                                          |
| pastorie                                             |                                                |                                   | Kolkplein 1                 |                               | 0313/      | pastorie                                             |
| kerk Kostverloren                                    |                                                |                                   | Kolkplein 2                 |                               | 0313/      | kerk Kostverloren                                    |
| Woonhuis                                             | 1894-1895                                      | Jarlingen (Nijkerk)               | Kolkplein 7                 | 52° 14' 35" NB, 5° 22' 30" OL | 0313/WN006 | Woonhuis                                             |
| schoolgebouw met uitbreiding schoolplein             | 1930 en 1939                                   | T. Sikma, zuidvleugel P.F. Koops  | Kon. Wilhelminastraat 1     |                               | 0313/      | schoolgebouw met uitbreiding schoolplein             |
| pastorie                                             | 1947                                           | P.F. Koops                        | Kon. Wilhelminastraat 30    |                               | 0313/      | pastorie                                             |
| wijkgebouw met bijgebouw                             |                                                |                                   | Kon. Wilhelminastraat 31-32 |                               | 0313/      | wijkgebouw met bijgebouw                             |
| langhuisboerderij met wagenschuur                    |                                                |                                   | Kon. Wilhelminastraat 56-57 |                               | 0313/      | langhuisboerderij met wagenschuur                    |
| begraafplaats met hek                                |                                                |                                   | Memento Mori                |                               | 0313/      | begraafplaats met hek                                |
| kerk De Bron                                         |                                                |                                   | Molenstraat 23-24           |                               | 0313/      | kerk De Bron                                         |
| Woning                                               | 1939                                           | P.F. Koops                        | Molenstraat 35              |                               | 0313/      | Woning                                               |
| Herenhuis                                            |                                                |                                   | Molenstraat 58              |                               | 0313/      | Herenhuis                                            |
| Herenhuis                                            |                                                |                                   | Molenstraat 62              |                               | 0313/      | Herenhuis                                            |
| Herenhuis, schuur                                    | 1912                                           | H.J. Houpst                       | Nijkerkerweg 30-32          | 52° 13' 59" NB, 5° 22' 27" OL | 0313/WN008 | Herenhuis, schuur                                    |
| woonhuis                                             | 1851                                           |                                   | Oude Schans 4-5             |                               | 0313/      | woonhuis                                             |
| Horecagelegenheid                                    |                                                |                                   | Oude Schans 8-9             |                               | 0313/      | Horecagelegenheid                                    |
| Museum Spakenburg                                    |                                                |                                   | Oude Schans 47              |                               | 0313/      | Museum Spakenburg                                    |
| Maranathakerk                                        | 1955                                           | P.F. Koops                        | Pr. Margrietstraat 20       |                               | 0313/      | Maranathakerk                                        |
| voormalig transformatorhuisje                        |                                                |                                   | Spuiplein 1                 |                               | 0313/      | voormalig transformatorhuisje                        |
| woning                                               | 1953                                           | P.F. Koops                        | Spuistraat 14               |                               | 0313/      | woning                                               |
| voormalige dwarshuisboerderij                        |                                                |                                   | Spuistraat 57               |                               | 0313/      | voormalige dwarshuisboerderij                        |
| Horecagelegenheid                                    |                                                |                                   | Turfwal 5/Nieuwe Schans     |                               | 0313/      | Horecagelegenheid                                    |
| boerderij met schuur                                 |                                                |                                   | Veenestraat 20              |                               | 0313/      | boerderij met schuur                                 |
| Landhuis (villa) met landschapstuin                  | 1933                                           | R. de Jong (Heelsum)              | Veenestraat 31              | 52° 14' 2" NB, 5° 22' 23" OL  | 0313/WN009 | Landhuis (villa) met landschapstuin                  |
| zuivelfabriek 'Eemlandia'                            |                                                |                                   | Veenestraat 44              |                               | 0313/      | zuivelfabriek 'Eemlandia'                            |
| hooiberg                                             |                                                |                                   | Veenestraat 57              |                               | 0313/      | hooiberg                                             |
| taanschuur                                           |                                                |                                   | Visrokersplein              |                               | 0313/      | taanschuur                                           |
| langhuisboerderij met zomerhuis en hooiberg          |                                                |                                   | Zevenhuizerstraat 144-146   |                               | 0313/      | langhuisboerderij met zomerhuis en hooiberg          |
| langhuisboerderij                                    |                                                |                                   | Zevenhuizerstraat 154       |                               | 0313/      | langhuisboerderij                                    |
| langhuisboerderij                                    |                                                |                                   | Zevenhuizerstraat 257       |                               | 0313/      | langhuisboerderij                                    |
| langhuisboerderij                                    |                                                |                                   | Zevenhuizerstraat 269       |                               | 0313/      | langhuisboerderij                                    |